# Teedia
Teedia es un género de plantas de flores de la familia Scrophulariaceae] con cuatro especies. 

## Especies seleccionadas
- Teedia lucida
- Teedia obtusifolia
- Teedia pentheri
- Teedia pubescens

- Datos: Q1943648
- Multimedia: Teedia / Q1943648
- Especies: Teedia